# Buitinga ruwenzori
Buitinga ruwenzori är en spindelart som beskrevs av Huber 2003. Buitinga ruwenzori ingår i släktet Buitinga och familjen dallerspindlar. Inga underarter finns listade.